# Lamelový rošt
Lamelový rošt je součást lůžka, na kterou je ukládána matrace. 

## Historie
Lamelové rošty jsou rozšířené především v Evropě, kde se začaly se vyrábět v polovině 20. století. Od 80. let 20. století se v nemocnicích začaly uplatňovat také rošty motorové.

## Současnost
Lamelový rošt může být vyrobený ze dřeva, méně častěji ze železa nebo z umělé hmoty. Lamelový rošt se skládá se z pevného rámu a lamel, které jsou v rámu uloženy.  
Nejrozšířenější jsou lamelové rošty dřevěné, které mají pevný dřevěný rám a dřevěné lamely. Lamely jsou lepené z několika vrstev dřeva, díky čemuž jsou pružné. Počet lamel roštu je různý, může jich být 10-42. Nejčastěji má rošt 28 nebo 42 lamel. 

## Funkce
Hlavní funkce lamelového roštu je zvýšení ortopedických vlastností matrace a její odvětrání, aby se v posteli netvoříla plíseň. Další funkce záleží na typu roštu. Polohovací rošt umožňuje polohování roštu, jsou rošty, které umožňují přístup do úložného prostoru postele.

## Typy lamelového roštu
Základním typem lamelového roštu je pevný rošt. Polohovací lamelový rošt umožňuje manuální polohování roštu v oblasti hlavy a nohou. Motorový rošt potom umožňuje polohování roštu pomocí motoru.